# Алидин, Виктор Иванович
Виктор Иванович Алидин (16 октября 1911, Кимры — 9 января 2002, Москва) — деятель советских органов госбезопасности, генерал-полковник.
Член ВКП(б) с 1932 года. Депутат Верховного Совета РСФСР 4 созывов.

## Биография
Окончил школу в 1927 году, после чего поступил на работу учеником раскройщика в обувную мастерскую. Проработал там три года, в 1930 году был направлен по комсомольской путевке в уголовный розыск. Там за три года дослужился до начальника уголовного розыска Кимрского районного отдела милиции, возможно, служил бы и дальше, но в 1933 году был призван на военную службу, оттуда — в ОГПУ, затем — НКВД. Звание — красноармеец. Служил на бронепоезде, был секретарём бюро ВЛКСМ 56-го ж/д полка. Демобилизован в феврале 1937 года.
После демобилизации — на партийной работе. Начальник спецчасти и секретарь партийной организации ортопедического института, Киев (март – июль 1937 г.), помощник секретаря Кировского райкома КП(б)У по апелляциям, Киев (июль – декабрь 1937 г.), инструктор Кировского райкома КП(б)У (декабрь 1937 – январь 1938 г.), с января 1938 г. – инструктор  Киевского горкома КП(б)У, с мая 1939 г. – заместитель заведующего, с декабря 1939 г. – заведующий организационно-инструкторским отделом Киевского горкома. В этой должности встретил Великую Отечественную войну. Был одним из организаторов народного ополчения, партизанских отрядов, истребительных батальонов и партийного подполья. В сентябре 1941 г. попал в окружение, в октябре 1941 г. с отрядом перешел линию фронта. С ноября 1941 г. – заведующий организационно-инструкторским отделом Уфимского горкома ВКП(б), с февраля 1942 г. – инструктор, в сентября 1942 – мае 1945 г. – заместитель заведующего организационно -инструкторским отделом ЦК КП(б) Украины (находился в Саратове, затем в Ворошиловграде). В мае 1945 – 1949 г. – слушатель (заочник) Высшей партийной школы при ЦК ВКП(б). С июля 1947 г. – инспектор ЦК КП(б)У, с июля 1950 г. – секретарь Херсонского обкома КП(б)У.
В 1951 году решением ЦК ВКП(б) направлен на работу в органы государственной безопасности.
Сразу после прихода в МГБ он получил должность зам. начальника 7-го управления МГБ СССР и звание подполковника, через два года — повышение понижением. Он становится начальником менее актуального отдела — Отдела «П» (отдел спецпоселений), но вскоре был возвращён на прежнюю должность, правда, уже не МГБ, а КГБ (7-е управление переформировывалось). Ему было присвоено звание полковника.
В 1960 году началась его самая длительная работа в должности начальника 7-го управления (наружное наблюдение, на сленге — «топтуны»). В этой должности он стал генерал-майором (9 декабря 1964 г.), генерал-лейтенантом (20 декабря 1968 года).
30 сентября 1967 года Алидин стал членом Коллегии КГБ.
В начале 1971 года назначен начальником УКГБ по г. Москве и Московской области.
В. И. Алидин был инициатором обвинения писателя-фантаста И. А. Ефремова в шпионаже в пользу Великобритании (после смерти писателя был проведен обыск в его квартире). Дело было закрыто в 1974 году, и до сих пор непонятны мотивы, которые побудили Алидина к этой инициативе.
С 1979 года — генерал-полковник.
С 1986 года на пенсии.
Умер после операции 9 января 2002 года. Похоронен на Ваганьковском кладбище (24 уч.).

## Семья
Внучка — Мария Краснова, выпускница МГИМО, работала помощницей владельца банка, курировавшего проекты в бывшем СССР; была переводчицей на переговорах ряда политиков, в том числе президента Грузии Эдуарда Шеварнадзе. В 1996 году переехала в Швейцарию с семьёй, в 2018 году избрана в члены швейцарского муниципалитета.

## Награды
- Орден Почёта (Российская Федерация)
- Медаль Жукова (Российская Федерация)
- 3 ордена Ленина (30 октября 1967, 13 декабря 1977, 15 октября 1981)
- Орден Октябрьской Революции (31 августа 1971)
- Орден Отечественной войны I степени
- Орден Трудового Красного Знамени (8 октября 1980)
- Орден «Знак Почёта»
- Медаль «За боевые заслуги»
- Медаль «В ознаменование 100-летия со дня рождения Владимира Ильича Ленина»
- Медаль «Партизану Отечественной войны» I степени
- Медаль «За отличие в охране государственной границы СССР»
- Медаль «За оборону Киева»
- Медаль «За победу над Германией в Великой Отечественной войне 1941—1945 гг.»
- Юбилейная медаль «Двадцать лет Победы в Великой Отечественной войне 1941—1945 гг.»
- Юбилейная медаль «Тридцать лет Победы в Великой Отечественной войне 1941—1945 гг.»
- Юбилейная медаль «Сорок лет Победы в Великой Отечественной войне 1941—1945 гг.»
- Юбилейная медаль «50 лет Победы в Великой Отечественной войне 1941—1945 гг.»
- Медаль «В память 850-летия Москвы»
- Медаль «За доблестный труд в Великой Отечественной войне 1941—1945 гг.»
- Медаль «Ветеран Вооружённых Сил СССР»
- Медаль «За укрепление боевого содружества»
- Юбилейная медаль «40 лет Вооружённых Сил СССР»
- Юбилейная медаль «50 лет Вооружённых Сил СССР»
- Юбилейная медаль «60 лет Вооружённых Сил СССР»
- Юбилейная медаль «70 лет Вооружённых Сил СССР»
- Юбилейная медаль «50 лет советской милиции»
- Медаль «В память 1500-летия Киева»
- Медаль «За безупречную службу» I степени
- Медаль «За безупречную службу» II степени
- Нагрудный знак «Заслуженный работник МВД»
- Нагрудный знак «Почётный сотрудник госбезопасности»
- Нагрудный знак «За службу в контрразведке» I степени (1996)
- Государственная премия СССР

Иностранные награды:
- Орден Дружбы (Вьетнам, 3 октября 1980)
- Медаль «50 лет Органов Государственной безопасности МНР»
- Медаль «50 лет Монгольской Народной Армии»
- Медаль «60 лет Монгольской Народной Армии»
- Ордена ГДР
- Ордена Болгарии

## Звания
- Подполковник (1951)
- Полковник (1954)
- Генерал-майор (9 декабря 1964)
- Генерал-лейтенант (20 декабря 1968)
- Генерал-полковник (16 января 1979)